# 埃什托里尔
埃什托里尔（葡萄牙語：Estoril，葡萄牙語發音：[(ɨ)ʃtuˈɾiɫ]）是位于葡萄牙卡斯凯什的一个镇。埃什托里尔是当地的一个豪华娱乐目的地，是埃什托里尔赌场的所在地。
埃什托里尔是葡萄牙和伊比利亚半岛最昂贵的居住地之一。这里有一个规模庞大的外籍人士社区，以其豪华餐厅、酒店和娱乐场所而闻名。 卡斯凯什一直以其高品质的生活而闻名，使其成为葡萄牙最宜居的地方之一。